# کلاوس باربی
نیکلاوس باربی (به آلمانی: Klaus Barbie) (زادهٔ ۲۵ اکتبر ۱۹۱۳ - درگذشتهٔ ۲۵ سپتامبر ۱۹۹۱) مأمور اس‌اس و اس‌دی آلمان نازی بود که طی جنگ جهانی دوم در فرانسه ویشی فعالیت می‌کرد. او به این خاطر که در مقام رئیس گشتاپو در شهر لیون فرانسه، زندانیان (عمدتاً یهودیان و اعضای مقاومت فرانسه) را شخصاً شکنجه می‌کرد، به «قصاب لیون» معروف شد. بعد از پایان جنگ، سرویس اطلاعاتی آمریکا باربی را به خاطر گرایش‌ها و تلاش‌های ضد مارکسیستی‌اش به خدمت گرفت و به او کمک کرد به بولیوی فرار کند. باربی به رژیم بولیوی مشاوره می‌داد که چگونه معترضان را با شکنجه سرکوب کنند.
سرویس اطلاعاتی آلمان غربی بعدها باربی را به خدمت گرفت. باربی مظنون است به اینکه در کودتای بولیوی که توسط لوئیس گارسیا مزا در سال ۱۹۸۰ ترتیب داده شد، نقش داشته است. پس از سقوط دیکتاتوری بولیوی، باربی دیگر حمایت دولت مرکزی مستقر در لاپاز را در اختیار نداشت. در سال ۱۹۸۳، باربی به فرانسه استرداد شد و آنجا به اتهام جنایت علیه بشریت محاکمه و به حبس ابد محکوم گردید. هرچند باربی پیش از آن دو بار در سال‌های ۱۹۴۷ و ۱۹۵۴ به صورت غیابی محاکمه و به اعدام محکوم شده بود، اما مجازات اعدام در سال ۱۹۸۱ در فرانسه لغو شده بود و به همین خاطر اشد مجازات موجود یعنی حبس ابد برای باربی تعیین شد. باربی در سال ۱۹۹۱، در سن ۷۷ سالگی و بر اثر سرطان، در زندان درگذشت.

## کودکی و تحصیلات
نیکلاوس «کلاوس» باربی در ۲۵ اکتبر ۱۹۱۳ در باد گودسبرگ آلمان زاده شد که این شهر امروزه بخشی از بن است. خانوادهٔ باربی اهل مرتسیگ واقع در ایالت زارلاند در نزدیکی مرز فرانسه بودند. احتمالاً اجداد پدری او کاتولیک‌های فرانسوی با نام خانوادگی باربیه (Barbier) بوده‌اند که در زمان انقلاب فرانسه آن کشور را ترک کرده و به آلمان آمدند. در سال ۱۹۱۴، پدر باربی برای شرکت در جنگ جهانی اول به خدمت نظام فراخوانده شد و پس از جنگ با روحیه‌ای خشن و تلخ به خانه بازگشت. او در نبرد وردن از ناحیه گردن مجروح شده و به اسارت فرانسوی‌ها که از آنها نفرت داشت درآمده بود و پس از جنگ هرگز سلامتی‌اش را بازنیافت. او الکلی شد و با فرزندانش بدرفتاری می‌کرد. تا سال ۱۹۲۳، وقتی کلاوس باربی ۱۰ ساله بود، به مدرسه محلی که پدرش در آنجا معلم بود می‌رفت. پس از آن وارد مدرسه‌ای شبانه‌روزی در تری‌یر شد و خوشحال بود که از دست پدر آزارگرش خلاص شده است. در ۱۹۲۵، کل خانواده باربی به شهر تری‌یر نقل مکان کردند.
در ژوئن ۱۹۳۳، برادر کوچک‌تر کلاوس به نام کورت، در سن ۱۸ سالگی بر اثر بیماری مزمن درگذشت. یک سال بعد، پدرش از دنیا رفت. باربی که در این زمان بیکار بود، در «سازمان کار رایش» (Reichsarbeitsdienst) به خدمت گرفته شد. در ۲۶ سپتامبر ۱۹۳۵، در سن ۲۲ سالگی، کلاوس با شماره عضویت ۲۷۲،۲۸۴ به اس‌اس پیوست و کار خود را در سرویس امنیتی اس‌اس یعنی اس‌دی آغاز کرد. اس‌دی در واقع بازوی جمع‌آوری اطلاعات حزب نازی بود. در ۱ مه ۱۹۳۷، باربی عضو شماره ۴،۵۸۳،۰۸۵ حزب نازی شد.

## جنگ جهانی دوم
پس از پیروزی آلمان در نبرد هلند و اشغال این کشور، باربی به آمستردام اعزام شد. او از قبل برای کار در واحد آدولف آیشمن (IV/B-4) انتخاب شده بود. این واخد، مسئول شناسایی و گردآوری و نفی بلد یهودیان هلندی و فراماسون‌ها بود. در ۱۱ اکتبر ۱۹۴۰، باربی شخصی به نام هرمانوس فان تونگِرِن را که استاد اعظم لژ بزرگ هلند بود بازداشت کرد. در مارس ۱۹۴۱، فان تونگِرِن به اردوگاه تجمیع زاخسنهاوزن منتقل شد و دو هفته بعد در آنجا جان داد. باربی در ۱ آوریل ۱۹۴۱، دختر فان تونگِرِن را که شارلوت نام داشت به مقر اس‌دی احضار کرد و به او اطلاع داد که پدرش در اثر عفونت گوش از دنیا رفته و جسدش را سوزانده‌اند.
در سال ۱۹۴۲، باربی را به شهر دیژون در فرانسهٔ اشغالی فرستادند. در نوامبر آن سال، باربی در ۲۹ سالگی به عنوان رئیس گشتاپوی لیون منصوب شد. او مقر خود در لیون را در هتلی به نام «ترمینوس» برپا کرد که در آنجا زندانیان اعم از بزرگسال و کودک را شکنجه می‌کردند. باربی در این دوران به نام «قصاب لیون» معروف شد. دختر یکی از رهبران مقاومت فرانسه در لیون گفته است که پدر او را به‌شدت کتک زدند و سرش را در سطل آمونیاک و آب یخ فرو بردند به طوری که از فرط شکنجه قادر به نشستن یا ایستادن نبوده و سه روز بعد بر اثر سوختگی شدید جان داده است.
مورخان تخمین زده‌اند که باربی مستقیماً مسئول مرگ حدود ۱۴،۰۰۰ انسان بوده است. او گاهی شخصاً در گردآوری و بازداشت افراد شرکت می‌کرد از جمله در بازداشت دسته‌جمعی ۸۴ نفر در خیابان سن‌کاترین لیون در یک روز. باربی همچنین ژان مولن، یکی از اسطوره‌ها و رهبران مقاومت فرانسه، را بازداشت و او را شکنجه کرد. در سال ۱۹۴۳، باربی به پاس مقابله‌اش با مقاومت فرانسه و دستگیری ژان مولن، مدال صلیب آهنین را از آدولف هیتلر دریافت کرد.
در آوریل ۱۹۴۴، باربی دستور داد ۴۴ کودک یهودی را که در یتیم‌خانه‌ای در ایزیو زندگی می‌کردند بازداشت کنند و به اردوگاه آشویتس بفرستند. پس از آن دوباره به زیشرهایتس‌پولیتسای (پلیس امنیت) لیون پیوست و در سپتامبر ۱۹۴۴ رهبری حمله‌ای ضد پارتیزانی را در کمون رآپول به دست گرفت.

## کار اطلاعاتی برای آمریکا در اروپای پس از جنگ
در سال ۱۹۴۷، باربی به عنوان مأمور اطلاعاتی گروهان ۶۶ ضداطلاعات ارتش آمریکا (CIC) به کار گرفته شد. آمریکا از باربی و دیگر اعضای حزب نازی استفاده می‌کرد تا اهداف ضدکمونیستی خود در اروپا را پیش ببرد. آمریکا مشخصاً علاقمند بود به تکنیک‌های بازجویی انگلیسی ها که باربی تجربه دست‌اولی از آن داشت، و همچنین هویت مأموران سابق اس‌اس که سازمان‌های اطلاعاتی بریتانیا ممکن است علاقمند به استخدام آنها باشند. بعدها، ضداطلاعات ارتش آمریکا (CIC) باربی را در هتلی واقع در ممینگن اسکان داد و باربی درباره فعالیت‌های اطلاعاتی فرانسه در مناطقی از آلمان که در اشغال فرانسه بود به آمریکا گزارش می‌داد چون آمریکا مشکوک بود که جاسوس‌های شوروی در نهادهای اطلاعاتی فرانسه نفوذ کرده‌اند.
وزارت دادگستری آمریکا در ابتدای گزارشی که در سال ۱۹۸۳ به مجلس سنا ارائه کرد، آورده است:
چنانکه بررسی [پرونده] کلاوس باربی نشان داده، مأموران دولت ایالات متحده مستقیماً مسئول حفاظت از شخصی بودند که به اتهامات کیفری تحت تعقیب دولت فرانسه بود و فرار او از قانون را ترتیب دادند. در نتیجه مستقیم این اقدام، کلاوس باربی در سال ۱۹۵۰ در فرانسه محاکمه نشد؛ ۳۳ سال آزادانه زندگی کرد و از عدالت گریخت.
پس از مدتی، فرانسوی‌ها متوجه شدند که باربی در اختیار آمریکاست و با توجه به اینکه فرانسه غیاباً باربی را به اتهام ارتکاب جنایت جنگی محکوم شناخته بود، فرانسوی‌ها از جان جی مک‌کلوی (نماینده عالی آمریکا در آلمان) خواستند که باربی برای اجرای حکم اعدام به فرانسه تحویل داده شود اما ظاهراً مک‌کلوی مخالفت کرده است. به جای آن، ضداطلاعات ارتش آمریکا (CIC) به باربی کمک کرد تا از طریق راه فرار ویژه‌ای معروف به رت‌لاین که توسط سازمان‌های اطلاعاتی آمریکا و چند کشیش کلیسای کاتولیک از جمله کرونسلاو دراگانوویچ و آلوئیس هیودال ترتیب داده شده بود، به بولیوی بگریزد. ضداطلاعات ارتش آمریکا ادعا کرد که باربی اطلاعات بسیار زیادی درباره شبکه جاسوس‌های آلمانی‌ای دارد که آمریکا در سازمان‌های کمونیستی سراسر دنیا کاشته است و از سوی دیگر به نفوذ کمونیست‌ها در دولت فرانسه مشکوک بودند، اما ممکن است که حفاظت از باربی صرفاً به خاطر جلوگیری از افشای خبر و رسوایی و شرمساری ناشی از استخدام و همکاری با او بوده باشد. برخی نویسندگان گفته‌اند که عنصر ضدکمونیستی فاشیسم ایتالیایی و حفاظت واتیکان، به کلاوس باربی و دیگر نازی‌ها اجازه داد که به بولیوی فرار کنند.
در سال ۱۹۶۵، باربی توسط آژانس اطلاعات فدرال آلمان غربی به کار گرفته شد با اسم رمز «آدلِر» (به معنای عقاب) و شماره V-43118 . اولین حقوق ماهانه او که ۵۰۰ مارک آلمان بود در مه ۱۹۶۶ یه حساب بانک چارترد لندن در سان فرانسیسکو واریز شد. باربی طی دوران همکاری با آژانس اطلاعات فدرال، حداقل ۳۵ گزارش به مقر این آژانس در پولاخ تسلیم کرد.

## زندگی در بولیوی
باربی در سال ۱۹۵۱ به بولیوی رفت و به مدت ۳۰ سال با نام مستعار «کلاوس آلتمن» در شهر کوچابامبا زندگی کرد. برای او کار پیداکردن در بولیوی راحت‌تر از اروپا بود و به‌مرور توانست روابط بسیار خوبی با مقامات عالی بولیوی برقرار کند، از جمله با دیکتاتورهای بولیوی، هوگو بانزر و لوییس گارسیا مزا. «آلتمن» به مواضع ناسیونالیستی آلمانی و احساسات ضدکمونیستی معروف بود. او در بولیوی وارد معاملات اسلحه شد و در ارتش بولیوی نیز درجه سرهنگ‌دوم به او اعطا گردید.
باربی با رژیم رنه بارینتوس همکاری داشت و از جمله به نیروهای شبه‌نظامی شخصی ژنرال بارینتوس که «فرمونت» نامیده می‌شدند آموزش می‌داد که چگونه از شکنجه برای رسیدن به اهداف خود استفاده کنند. باربی با دانشی که درباره کارهای اطلاعاتی و شیوه‌های شکنجه و بازجویی داشت، به سرکوب سیاسی گروه‌های چپ کمک می‌کرد. در سال ۱۹۷۲ در زمان حکومت ژنرال بانزر، باربی در دستگیری‌، بازجویی و قتل نیروهای اپوزیسیون و گروه‌های پیشرو، علناً به رژیم کمک می‌کرد. خبرنگاران و فعالان مدنی‌ای که درباره جنایات رژیم بانزر چیزی می‌نوشتند یا حرفی می‌زدند، دستگیر و بسیاری از آنها قربانی ناپدیدسازی قهری می‌شدند که در واقع قتل‌ها و آدم‌ربایی‌های مخفیانه دولت علیه نیروهای چپ بود.
باربی روابط عمیقی با فردی شبه‌نظامی و نئونازی به نام آلوارو دی‌کاسترو داشت. دی‌کاسترو محافظ شخصی باربی بود و این دو در اقدامات و معاملات مجرمانه دست داشتند. دی‌کاسترو با سرکردگان کارتل‌های مواد مخدر رابطه داشت و همراه با باربی (با نام مستعار آلتمن) و یک شرکت اتریشی، به کارتل‌های موادمخدر اسلحه می‌فروخت. در برخی منابع آمده است که خود باربی هم به احتمال زیاد با این کارتل‌ها رابطه داشته است. باربی در ابتدا برای روبرتو سوآرز گومز کار می‌کرد و گومز هم پس از مدتی باربی را به قاچاقچیان کلمبیایی معرفی کرد. باربی در اواخر دهه ۱۹۷۰ با پابلو اسکوبار و چند عضو ارشد دیگر از کارتل مدئین دیدار و قبول کرد تا امنیت خط تامین کوکای خام اسکوبار را از زمان کشت تا رسیدن به کارخانه‌های فرآوری در کلمبیا تامین کند. در مقابل، اسکوبار قبول کرد هزینه فعالیت‌های ضدکمونیستی باربی را بپردازد. حتی پس از دستگیری باربی و حبس او در فرانسه، دی‌کاسترو با او مکاتبه داشت.
افراد مرتبط با باربی و دی‌کاسترو، اطلاعات مختلفی را به سفارت آمریکا در بولیوی گزارش می‌دادند. گروهی به نام «نامزدهای مرگ» (The Fiancées of Death) که اعضای آن آلمانی‌های نازی و فاشیست بودند هم با برخی از فعالیت‌های باربی در بولیوی ارتباط داشتند. باربی همچنین در یک معامله تسلیحاتی بزرگ، برای ارتش بولیوی از اتریش تانک خرید که از این تانک‌ها در کودتا استفاده شد..
کسانی که باربی را در این دوره در بولیوی دیده‌اند گفته‌اند که او همچنان باوری محکم و متعصبانه به نازیسم داشته و یهودی‌ستیز بوده است. گفته شده که باربی و آلوارو دی‌کاسترو با هم درباره پرونده‌های تعقیب یوزف منگله و آدولف آیشمن گفتگو می‌کرده‌اند و باربی از آیشمن حمایت می‌کرده و می‌خواسته به او کمک کند تا به دام نیفتد.

## شکار باربی
در سال ۱۹۷۱، سرژ کلارزفلد و بیت کلارزفلد (دو شکارچی نازی اهل فرانسه) به یک سند محرمانه دست یافتند که نام مستعار باربی را افشا می‌کرد و از این طریق پی بردند که باربی در پرو ساکن است. در ۱۹ ژانویه ۱۹۷۲، این اطلاعات همراه با عکسی از آلتمن (باربی) که کلارزفلد از طریق یک مهاجر آلمانی در لیما به دست آورده بود، در روزنامهٔ فرانسوی L'Aurore به چاپ رسید. باربی پس از کودتای ۳ اکتبر ۱۹۶۸ در پرو، با خونتای خوان ولاسکو همکاری داشت و برای آنها خدمات امنیتی تامین می‌کرد.
بیت کلارزفلد، یک خبرنگار فرانسوی به نام لادیسلاس دی‌هویوس و یک فیلمبردار به نام کریستین فن‌ریسویک، در ژانویه ۱۹۷۲ به لاپاز (بولیوی) رفتند تا کلاوس آلتمن (کلاوس باربی) را پیدا و با او مصاحبه کنند. این مصاحبه در ۳ فوریهٔ ۱۹۷۲ در ساختمان وزارت کشور بولیوی و فردای آن روز در زندانی که مقامات بولیوی باربی را آنجا تحت‌الحفظ نگه داشته بودند انجام شد. حین انجام مصاحبه به زبان اسپانیایی، دی‌هویوس از سوالاتی که قبلاً روی آنها توافق شده بود فاصله گرفت و ناگهان به زبان فرانسه از باربی پرسید که آیا تاکنون به شهر لیون رفته یا خیر. باربی طبق هویت جعلی خود قاعدتاً‌ نباید فرانسه می‌دانست اما به محض شنیدن سؤال خبرنگار، فوراً به آلمانی جواب منفی داد. دی‌هویوس عکس‌هایی از اعضای مقاومت فرانسه را که به دست باربی شکنجه شده بودند به او نشان داد و پرسید آیا چهرهٔ آنها را می‌شناسد یا خیر. باربی پاسخ منفی داد و عکس‌ها را برگرداند اما غافل بود که اثر انگشتش روی عکس‌ها باقی مانده است. بعد از دیدن این مصاحبه بود که یکی از اعضای مقاومت فرانسه به نام سیمون لاگرانژ متوجه شد آلتمن همان باربی است که در سال ۱۹۴۴ او را شکنجه کرده است.

## استرداد، محاکمه و مرگ
در سال ۱۹۸۳، دولت دموکراتیک هرنان سیلس زوازو که تازه در انتخابات بولیوی پیروز شده بود، باربی را به اتهام بدهکاری ده‌هزار دلاری به دولت بازداشت کرد. چند روز بعد دولت بولیوی باربی را به فرانسه تحویل داد تا در آن کشور محاکمه شود.
در ۱۹۸۴، رسماً برای کلاوس باربی به خاطر جرایمی که در مقام رئیس گشتاپوی لیون بین سال‌های ۱۹۴۲ تا ۱۹۴۴ مرتکب شده بود، کیفرخواست صادر شد. محاکمه او در ۱۱ مه ۱۹۸۷ در لیون آغاز شد. دادگاه به خاطر ارزش تاریخی این محاکمه، اجازهٔ فیلم‌برداری از جلسات را داد. اتاقی ویژه برای نشستن حدود ۷۰۰ نفر بیننده نیز ساخته شد.
هزینهٔ دفاع از باربی را یک سرمایه‌دار سوئیسی طرفدار نازیسم به نام فرانسوا ژنوا می‌پرداخت و وکیل مدافع باربی هم یک وکیل جنجالی فرانسوی به نام ژاک ورژس بود. بر اساس شهادت ۷۳۰ یهودی و بازماندگان مقاومت فرانسه، باربی به ۴۱ فقره جنایت علیه بشریت متهم شده بود. پدر وزیر دادگستری فرانسه، روبرت بدنتر، هم جزو کسانی بود که در زمان صدارت باربی بر گشتاپوی لیون، از این شهر اخراج و به اردوگاه مرگ سوبیبور فرستاده شده بود.
باربی در دادگاه باز هم خود را کلاوس آلتمن معرفی کرد. او مدعی شد که استردادش غیرقانونی بوده و از دادگاه خواست که او را به سلولش در زندان برگردانند و درخواست او پذیرفته شد. در ۲۶ مه ۱۹۸۷ یک بار دیگر باربی را به دادگاه آوردند تا با برخی از کسانی که او را متهم کرده بودند مواجه شود. باربی در مقابل شهادت این افراد گفت که «حرفی برای زدن ندارد».
وکیل مدافع باربی، ژاک ورژس، به خاطر حمله به نظام سیاسی فرانسه، خصوصاً تاریخ استعمارگری فرانسه، مشهور بود. استراتژی ژاک ورژس این بود که از این محاکمه برای سخن‌گفتن دربارهٔ جنایات جنگی‌ای که فرانسه از سال ۱۹۴۵ بعد انجام داده استفاده کند. در فرانسه قانونی تصویب شده بود که شهروندان فرانسوی‌ای را که اقداماتی مشابه با باربی در رژیم ویشی و الجزایر فرانسه انجام داده بودند، از پیگرد مصون می‌داشت. ژاک ورژس، وکیل باربی، موفق شد با تاکید بر این قانون، دادستانی را راضی کند تا چند فقره از اتهامات علیه باربی را حذف کنند. ورژس استدلال می‌کرد که اقدامات باربی به هیچ وجه بدتر از اقدامات ظاهراً عادی استعمارگران در سراسر جهان نبوده، و این محاکمه مصداق «پیگرد گزینشی» است. باربی در جریان محاکمه‌اش گفت که در محضر خداوند بی‌گناه است.
دادگاه در نهایت استدلال‌های وکیل مدافع را نپذیرفت و در ۴ ژوئیه ۱۹۸۷ باربی را مجرم شناخته و به حبس ابد محکوم کرد. او چهار سال بعد بر اثر سرطان خون و سرطان پروستات، در سن ۷۷ سالگی، در زندان لیون درگذشت.

## زندگی شخصی
کلاوس باربی در آوریل ۱۹۳۹ با رجینا مارگارتا ویلمز، دختر ۲۳ سالهٔ یک کارمند پست، نامزد کرد. آنها دو فرزند داشتند؛ یک پسر به نام کلاوس-گئورگ آلتمن و یک دختر به نام اوته مِسنِر.
در سال ۱۹۸۳، فرانسواز کروازیه، عروس فرانسوی کلاوس باربی، در مصاحبه‌ای گفت که سیا در سال ۱۹۴۶ پسر باربی یعنی کلاوس-گئورگ را ربوده تا باربی را مجبور به همکاری در مأموریت‌های اطلاعاتی سیا کند. کروازیه در سال ۱۹۶۸ با کلاوس-گئورگ ازدواج کرده بود. آنها سه فرزند داشتند و در اروپا و بولیوی با نام آلتمن زندگی می‌کردند. کروازیه گفت موقع ازدواج نمی‌دانسته پدرشوهرش کیست اما حدس می‌زده که ساکن‌شدن یک آلمانی در آمریکای جنوبی پس از پایان جنگ، چه دلیلی می‌تواند داشته باشد. کلاوس-گئورگ در سال ۱۹۸۱ در یک حادثهٔ کایت‌سواری درگذشت.

## در ‌آثار هنری
- مستند آمریکایی محصول ۱۹۸۸ به نام هتل ترمینوس: زندگی و زمانه کلاوس باربی، به کارگردانی مارسل افولس که جزئیات زندگی باربی از کودکی تا محاکمهٔ او را به تصویر می‌کشد. این فیلم جایزه اسکار بهترین فیلم مستند را دریافت کرد.
- مستند انگلیسی-فرانسوی محصول ۲۰۰۷ به نام دشمنِ دشمنِ من (Mon Meilleur Ennemi) که زندگی کلاوس باربی را طی جنگ و پس از آن هنگام زندگی در بولیوی دنبال می‌کند. در بخشی از این فیلم، نقش باربی در ترور چه گوارا بررسی می‌شود و همچنین به محاکمهٔ او در فرانسه می‌پردازد.[۴۲]
- فیلم سگ‌دو محصول ۲۰۰۱ که در آن خانواده‌ای به نام پی‌یر از موزه‌ای اختصاص‌یافته به کلاوس باربی بازدید می‌کنند که در جنوب غرب آمریکا قرار دارد، چون به اشتباه فکر کرده‌اند که این موزه‌ای مختص عروسک معروف باربی است.[۴۳]
- در فیلم تماس با جاسوس (A Call to Spy) محصول ۲۰۱۹، مارک ریسمان نقش کلاوس باربی را بازی می‌کند.[۴۴]
- در فیلم مقاومت محصول ۲۰۲۰، ماتیاس شوایگهوفر نقش کلاوس باربی را بازی می‌کند و آنتاگونیست اصلی فیلم است. این فیلم اقتباسی آزاد از تجربیات هنرمند میم مشهور فرانسوی، مارسل مارسو، در دوران جنگ جهانی دوم است. او عضو جنبش مقاومت یهودیان بود و در نجات کودکان یهودی از دست نازی‌ها نقش داشت.[۴۵]
- در بازی ویدیویی گوست ریکان سرزمین‌های وحشی که در نسخه‌ای داستانی و تخیلی از کشور بولیوی اتفاق می‌افتد، می‌توان خانهٔ کلاوس باربی را پیدا کرد.

## مقالات مرتبط
- فرانسه ویشی
- نردبان کشتی (بعد از جنگ جهانی دوم)
- عملیات کندور
- راه‌حل نهایی